# Streptocarpus albus
Streptocarpus albus là một loài thực vật có hoa trong họ Tai voi. Loài này được (E.A. Bruce) I. Darbysh. mô tả khoa học đầu tiên năm 2006.